# Lubuk Layang
Lubuk Layang is een bestuurslaag in het regentschap Empat Lawang van de provincie Zuid-Sumatra, Indonesië. Lubuk Layang telt 1830 inwoners (volkstelling 2010).